# Таранганский язык
Таранганский язык (индон. Bahasa Tarangan) — один из языков ару, на котором говорят на островах Ару в Индонезии. Западный таранганский — торговый язык из южных островов. Восточный таранганский (Tarangan Timur) распространён на юго-востоке провинции Малуку, на юге островов Ару, на восточном побережье острова Таранган, в 12 деревнях около пролива Майкор (Сунгай-Майкор). Западный (Tarangan Barat) распространён на тех же территориях, что и восточный, только не на восточном, а на западном побережье острова Таранган.